# (7856) Viktorbykov
(7856) Viktorbykov est un astéroïde de la ceinture principale.

## Description
(7856) Viktorbykov est un astéroïde de la ceinture principale. Il fut découvert le 1er novembre 1975 à Naoutchnyï par Tamara Smirnova. Il présente une orbite caractérisée par un demi-grand axe de 3,19 UA, une excentricité de 0,14 et une inclinaison de 6,2° par rapport à l'écliptique.

## Compléments